# Ali G (film)
Ali G (Ali G Indahouse) è un film del 2002 diretto da Mark Mylod, con protagonista Sacha Baron Cohen. Il film è ambientato in Inghilterra in un paesino dove il protagonista fa una parodia sui rapper neri statunitensi.
Ali G è il primo di una lunga serie di fortunati film basata sui personaggi scritti, ideati e interpretati da Baron Cohen: ad esso seguiranno infatti i più noti Borat - Studio culturale sull'America a beneficio della gloriosa nazione del Kazakistan, Brüno, Il dittatore e Grimsby - Attenti a quell'altro.

## Trama
Alistair Leslie Graham, detto Ali G, è un ragazzo inglese che vive nel distretto di Staines e passa le sue giornate con i suoi amici della crew del West Staines, in perenne "guerra" con i membri della crew dell'East Staines. Un giorno però Ali scopre che il centro sociale dove lui lavora e che serve come centro ricreativo per ragazzi sbandati sta per chiudere e quindi decide di trovare il modo per evitare la catastrofe.
Nel frattempo a Londra il vice-primo ministro David Carlton e la sua assistente Kate Hedges stanno cercando qualcuno che possa essere il candidato ideale per la loro campagna elettorale. La loro scelta ricade su Ali G, che nel frattempo si è incatenato nudo inscenando uno sciopero della fame per evitare la chiusura del centro ricreativo. Kate suggerisce a Carlton di proporlo come candidato ideale in quanto perfettamente stupido e quindi ideale per i traffici sporchi dei due. Convinto dalle parole di Carlton, Ali G si dimostra un valente uomo politico e viene eletto come deputato di Staines.
Alla sua prima presenza in Parlamento, Ali G si fa subito riconoscere facendo tacere l'opposizione e facendo un discorso strampalato sulla vera utilità del Parlamento. Il Primo Ministro, vedendo quello spettacolo pietoso, convoca Ali G la mattina seguente per fargli invece le sue congratulazioni: dopo quell'episodio, Ali G è diventato l'argomento delle prime pagine di tutti i quotidiani. In breve tempo, Ali G diventa un personaggio molto popolare anche per le sue riforme curiose e per i suoi metodi poco ortodossi, come quando presenzia ad una riunione delle Nazioni Unite per risolvere una disputa tra le nazioni del Ciad e del Burkina Faso e, per stemperare la tensione tra i vari capi di Stato, corregge il tè destinato a loro con della marijuana. In breve, la riunione si trasforma in una grande festa e la guerra tra le due nazioni sfuma.
Kate Hedges, indagando sul successo di Ali, scopre la droga e la notizia viene resa pubblica. Ali G viene subito allontanato dal Parlamento e il Primo Ministro è costretto a dimettersi a causa di un video compromettente che lo ritraeva con una prostituta. Carlton viene nominato Primo Ministro inglese e crede che, con Ali G e il primo ministro fuori gioco, il suo piano si possa realizzare. Ali G si intrufola nella residenza di Chequers per recuperare il nastro compromettente e far vedere quindi che il Primo Ministro non c'entrava nulla. Con l'aiuto di tutte le crew londinesi, riesce ad aprire la cassaforte di Carlton scoprendo il vero piano che l'uomo ha in mente: vuole ampliare l'aeroporto di Heathrow a danno di tutta la zona di Staines. Dopo essere stati inseguiti da Carlton, arriva la polizia che invece di arrestare Ali G, arresta l'ex primo ministro: è merito di Kate, che ha scoperto i veri piani di Carlton ed ha aperto gli occhi capendo che all'uomo non è mai importato nulla del proprio Paese. Carlton viene arrestato e deposto e il Primo Ministro torna nuovamente in carica con una buona notizia per Ali G: la sua zona non verrà demolita, mentre invece la vicina cittadina di Slough sì. Tutti possono tirare un sospiro di sollievo e Ali G. chiede di venire nominato ambasciatore del Regno Unito in Giamaica.

## Curiosità
- Nella scena del Gran Galà delle Nazioni Unite, ad Ali G viene presentato un membro del Kazakistan: è questi Borat, altro personaggio di Sacha Baron Cohen e che quattro anni dopo avrà un film tutto suo dal titolo Borat - Studio culturale sull'America a beneficio della gloriosa nazione del Kazakistan.